# Normal (butikskæde)
 For alternative betydninger, se Normal. (Se også artikler, som begynder med Normal)
Normal er en butikskæde der sælger EU-importerede mærkevarer i Danmark, Finland, Frankrig, Holland, Norge, Portugal, Spanien og Sverige.
Den første butik i kæden åbnede lørdag den 6. april 2013 i Silkeborg. Den blev stiftet af bl.a. forretningsmanden Torben Mouritsen og Bo Kristensen. Mouritsen kalder butikskæden for en hybrid mellem en dagligvareforretning og en forretning med artikler til personlig pleje. Man har valgt ikke at kalde sig et supermarked. Ifølge stifterne er omkring 80% af kunderne kvinder. I løbet af kædens levetid har direktøren i Bestseller, Anders Holch Povlsen, investeret så meget i kæden, at han i dag er hovedaktionær med en ejerandel på 71,29% gennem sit eget investeringsselskab Heartland A/S.

## Butikker
I starten af 2015 var antallet af butikker i kæden på ni. Den 10. maj 2017 offentliggjorde kæden, at man åbner sine to første butikker udenfor Danmark i Kristiansand i Norge. 
Der er omkring 940 butikker (primo august 2025) i de følgende lande: Danmark, Finland, Frankrig, Holland, Italien, Norge, Portugal, Spanien og Sverige.
Antal ansatte (deltid inkl.) januar 2021: 1.972.